# Vaudelle
Die Vaudelle ist ein Fluss in Frankreich, der in der Region Pays de la Loire verläuft. Sie entspringt beim Weiler La Retardière im Gemeindegebiet von Izé aus einem kleinen Staubecken, entwässert generell Richtung Nordost bis Ost, durchquert in ihrem Unterlauf den Südabschnitt des Regionalen Naturparks Normandie-Maine und mündet nach insgesamt rund 30 Kilometern im Gemeindegebiet von Saint-Georges-le-Gaultier als rechter Nebenfluss in die Sarthe. Auf ihrem Weg berührt die Vaudelle die Départements Mayenne und Sarthe.

## Orte am Fluss
(Reihenfolge in Fließrichtung)
- La Retardière, Gemeinde Izé
- Izé
- Saint-Thomas-de-Courceriers
- Saint-Mars-du-Désert
- Saint-Georges-le-Gaultier